# Kirsten Nesse
Kirsten Nesse (* 6. Oktober 1995 in Lemgo) ist eine deutsche Fußballspielerin. Die Stürmerin steht seit der Saison 2015/16 beim Bundesligisten SGS Essen unter Vertrag.

## Karriere
Kirsten Nesse begann ihre Karriere 2005 bei der Spielvereinigung Hagen-Hardissen in ihrer Heimatstadt Lage. Anfangs spielte sie in Ermangelung einer reinen Mädchenmannschaft bei den Jungs mit. 2006 trat sie erstmals für eine Saison einer reinen Mädchenmannschaft beim VfL Lieme bei. 2007 führte ihr Weg wieder zurück zu den Jungs, diesmal bei der JSG Lieme Hörstmar. Die Folgesaison wurde bei den Mädchen des FC Donop-Voßheide bestritten. Anschließend folgten noch zwei Jahre bei den B-Mädchen von Arminia Bielefeld.
Zur Saison 2011/12 wechselte sie zum Herforder SV. Dort spielte sie ein Jahr in der Jugend, bevor sie von Trainer Jürgen Prüfer auf einen Talentplatz in den Kader der ersten Mannschaft berufen wurde. Hier bestritt Kirsten Nesse am 2. September 2012 ihr erstes Spiel in der zweiten Bundesliga. 2014 stieg sie mit dem Herforder SV in die Frauen-Bundesliga auf und wurde dort am ersten Spieltag erstmals eingesetzt. Den ersten Treffer in der Frauen-Bundesliga für den Herforder SV erzielte sie am zweiten Spieltag gegen den SC Sand nach nur 48 Sekunden. Im Sommer 2015 wechselte Nesse zur SGS Essen. Nesse kam mehrfach im DFB-Pokal zum Einsatz.

## Auswahlen
Seit 2006 trainierte Nesse im Talentförderzentrum in Herford. Von dort wurde sie in die U-13-, U-15- sowie die U-19-Westfalenauswahl berufen und belegte mit letzterer den 5. Platz im Länderpokal in Duisburg 2012. Zeitweilig war sie auch Teil des Kaders der U-15 westdeutschen Auswahl.

## Erfolge
- Kreispokalsieger 2009, 2010
- 1. Platz bei den United World Games in Klagenfurt 2010
- Torschützenkönigin Westfalenliga 2010/11 mit 11 Toren
- Kreishallenmeister 2011
- 1. Platz FLVW Hallenmasters 2012
- 2. Platz Westfalenpokal 2012
- 2012 Aufstieg der B-Juniorinnen des Herforder SV in die neugegründete Bundesliga
- 2014 Aufstieg in die Frauen-Bundesliga